# Robert Grondelaers
Robert Grondelaers (Opglabbeek, 28 februari 1933 - aldaar, 22 augustus 1989) was een Belgisch professioneel wielrenner tussen 1954-1962. Op de Olympische Spelen in 1952 behaalde hij een gouden medaille in de wegrit per ploeg (samen met André Noyelle en Lucien Victor) en een zilveren medaille op de individuele wegrit. 

## Erelijst
1951
- Algemeen klassement Ronde van Namen

1952
- 1e Olympische Spelen wegrit per ploeg (met André Noyelle en Lucien Victor)
- 2e Olympische Spelen wegrit

1953
- 12e etappe Ronde van Groot-Brittannië

## Resultaten in voornaamste wedstrijden
| Jaar | Gent-Wevelgem |
| ---- | ------------- |
| 1957 | 16e           |
| 1962 | 47e           |

## Ploegen
| Periode    | Land                | Ploeg               |
| ---------- | ------------------- | ------------------- |
| 1954 -1955 | België              | Plume Sport-Simplex |
| 1955       | België              | Thompson            |
| 1956       | België              | Plume Sport         |
| 1957       | België              | Faema-Guerra        |
| 1958       | Italië              | Ghigi-Coppi         |
| 1958       | Verenigd Koninkrijk | Thompson Cycles     |
| 1959-1960  |                     | Individueel         |
| 1961-1962  | België              | Wiel's-Flandria     |

1912: Friborg, Malm, Persson, Lönn ·
1920: Souchard, Canteloube, Detreille, Gobillot ·
1924: Blanchonnet, Hamel, Wambst ·
1928: Hansen, Nielsen, Jørgensen ·
1932: Pavesi, Segato, Olmo ·
1936: Charpentier, Lapébie, Dorgebray ·
1948: Wouters, De Lathouwer, Van Roosbroeck ·
1952: Noyelle, Grondelaers, Victor ·
1956: Geyre, Moucheraud, Vermeulin
Wielerploegen van Robert Grondelaers
Borcy ·
Bordin ·
Botella ·
Bover ·
Chacón ·
Ciampi ·
Company ·
Decock ·
Derycke ·
Desmet ·
Emiliozzi ·
Ernzer ·
Fini ·
Fornasari ·
Galdeano ·
Gaul ·
Geers ·
Girardini ·
Gola ·
Graf ·
Grondelaers ·
Hoevenaars ·
Iturat ·
Kerckhove ·
Koblet ·
Luyten ·
Metra ·
Mostajo ·
Pacheco ·
Pavesi ·
Pellegrini ·
Ruiz ·
Scappini ·
Schär ·
Schils ·
Schroeders ·
Segú ·
Serra ·
Strehler ·
Trobat ·
Vandaele ·
Van Looveren ·
Van Looy ·
Verhelst ·
Verplaetse
Andries ·
Bar ·
Blavier ·
Borgmans ·
Bosmans ·
Buysse ·
De Boever ·
Demunster ·
De Pré ·
Debaar ·
Decock ·
Dekkers ·
Deloof ·
Demaer ·
Desmet ·
Dewitte ·
Doom ·
Duerinckx ·
Englebert ·
Grondelaers ·
Kennedy ·
Luyten ·
Martinato ·
Meuleman ·
Noyelle ·
Ongenae ·
Palmans ·
Planckaert ·
Roman ·
Rosseel ·
Schaeken ·
Schaerlaeckens ·
Schepens ·
Schmidt ·
Truye ·
Van de Wiele ·
Van D'Huynslager ·
Van den Brande ·
Van den Broeck · 
Van Wynsberghe ·
Vandaele ·
Vandecaveye ·
Vanthournout ·
Verheyden ·
Verpaelt
Andries ·
Baens ·
Baeyens ·
Bocklant ·
Boonen ·
Borra ·
Couchez ·
Da Rugna ·
Deloof ·
De Pré ·
A. Dekkers ·
P. Dekkers ·
Delameilleure ·
Derboven ·
Desmet ·
van Est ·
Foré ·
Grondelaers ·
Henckaerts ·
Impanis ·
Janssens ·
Nijdam ·
Nys ·
Ongenae ·
Planckaert ·
Post ·
Roman ·
Samyn ·
Schroeders ·
Sorgeloos ·
Stevens ·
Vandaele ·
Vanden Bogaert · 
Van den Broeck ·
Vangeneugden · 
Van Looy  ·
Van Tongerloo ·
Vandecaveye · 
van de Ven · 
Zilverberg